# Єврейський дім
Єврейський дім (івр. הַבַּיִת הַיְהוּדִי) — права релігійно-сіоністська політична партія в Ізраїлі. Утворена у результаті злиття Національно-релігійної партії, Моледет і Ткума у кінці 2008 року.
На парламентських виборах у 2013 «Єврейський дім» отримав 12 місць у Кнесеті і став частиною коаліційного уряду прем'єр-міністра Біньяміна Нетаньягу (партія «Лікуд»), отримавши три міністерські портфеля (Нафталі Беннет — міністр економіки та релігій, Урі Аріель — міністр житлового будівництва і Урі Орбах — міністр пенсіонерів) і дві посади заступників міністрів (Елі Бен-Даган — заступник міністра релігій і Аві Варцман — заступник міністра освіти).

## Лідери партії
|   | Лідер | Лідер             | Вступив/ла на посаду | Пішов/ла з посади | Обраний/переобраний на посаду керівника |
| - | ----- | ----------------- | -------------------- | ----------------- | --------------------------------------- |
| 1 |       | Даніель Гершкович | 2008                 | 2012              | 2008                                    |
| 2 |       | Нафталі Бенет     | 2012                 | 2018              | 2012, 2015, 2017                        |
| 3 |       | Рафі Перец        | 2019                 | 2021              | 2019                                    |
| 4 |       | Хаґіт Моше        | 2021                 | Present           |                                         |

## Представники партії в кнесеті
| Кнесет        | Роки      | Кількість | Депутати |
| ------------- | --------- | --------- | --- |
| 17-а каденція | 2006–2009 | 5         | Урі Аріель, Еліягу Ґабай, Цві Гендель, Звулун Орлев, Нісан Сломянськи Ефі Ейтам, Ар'є Ельдад, Бені Елон, Їцхак Леві                                                                              |
| 18-а каденція | 2009–2013 | 3         | Даніель Гершкович(отримав портфель міністерства науки і технологій Ізраиїля), Звулун Орлев, Урі Орбах                                                                                            |
| 19-а каденція | 2013–2015 | 12        | Нафталі Бенет, Урі Аріель, Нісан Сломянськи, Елі Бен-Даган, Аєлет Шакед, Урі Орбах(помер у 2015), Звулун Калфа, Аві Ворцман, Моті Йоґев, Оріт Струк, Йоні Четбон, Гілель Горовиць(з лютого 2015) |
| 20-а каденція | 2015–2019 | 8         | Нафталі Бенет, Урі Аріель, Аєлет Шакед, Елі Бен-Даган, Нісан Сломянськи, Їнон Маґаль(з 2015), Моті Йоґев, Бецалель Смотрич, Шулі Муалем(з жовтня 2015)                                           |
| 21-а каденція | 2019      | 3         | Рафі Перец, Моті Йоґев, Ідіт Сільман |
| 22-а каденція | 2019–2020 | 2         | Рафі Перец, Моті Йоґев |
| 23-а каденція | 2020–2021 | 1         | Рафі Перец |
| 24-а каденція | 2021–2022 | 0         | |